# يوهان جورج مور
يوهان جورج مور (بالألمانية: Johann Georg Mohr)‏ هو رسام ألماني، ولد في 1864 في فرانكفورت في ألمانيا، وتوفي بنفس المكان في 1943.